# Carl-Oscar Larson
Carl-Oscar Birger Larson, född 19 juni 1925 i Västerås, död 14 mars 2016, var en svensk jurist som var lagman i Köpings tingsrätt från 1985 till 1990.
Larson blev juris kandidat vid Uppsala universitet 1951 och genomförde tingstjänstgöring 1952–1955 innan han var fiskal vid Göta hovrätt 1955. Han var rådman i Falu rådhusrätt 1964-1970 och i Falu tingsrätt 1971-1985. Han var lagman i Köpings tingsrätt 1985-1990. 
Larson var son till tullförvaltare Birger Larson och hans maka Anna, född Lingmark. Han var gift från 1952 med Kerstin, filosofie kandidat, född Hultén 1926.